# Ivar Lykke
Ivar Lykke (Trondheim, 9 gennaio 1872 – Trondheim, 4 dicembre 1949) è stato un politico norvegese, esponente del partito conservatore e primo ministro della Norvegia dal 1926 al 1928.